# Baluarte de San Pedro Alto
El Baluarte de San Pedro Alto  es un baluarte situado en el extremo noroeste del Segundo Recinto Fortificado de la ciudadela española de Melilla la Vieja, en Melilla. Forma parte del Conjunto Histórico Artístico de la Ciudad de Melilla, un Bien de Interés Cultural.

## Historia
Fue construido a finales del siglo XVII según proyecto del ingeniero Felipe Martín de Paredes y reconstruido entre 1716 y 1719 según diseño del ingeniero Pedro Borras.
En 1950 se construyó un edificio sobre él, y en 1956 se restauró su cortina según proyecto del arquitecto Guillermo García Pascual.

## Descripción
Está edificado en piedra, muros, ladrillo de macizo y cañoneras, y sobre él se levanta un edificio de ladrillo y piedra de 1950, con forma de L, y albergó hasta hace poco el Centro de Menores Infractores de Melilla.